# Joachim Bitterlich
Joachim Bitterlich, né le 10 juillet 1948 à Sarrebruck en Sarre, est un homme d'affaires et diplomate allemand, professeur à l'ESCP Europe de Paris.

## Biographie
Joachim Bitterlich est marié depuis le 10 janvier 1969 avec Martine Brévart.
Le couple a trois enfants : Corinne, Jean-Yves et Alexander ainsi que six petits-enfants : Claire, Nicolas, Marie-Amélie, Apolline, Arthur et Romy.

### Formation
Joachim Bitterlich a suivi des études de droit, de sciences économiques et de sciences politiques à l'université de la Sarre à Sarrebruck. Il est ancien élève étranger de l'École nationale d'administration, promotion Guernica, cycle 1974–1975.

### Carrière diplomatique
Il entre au service de la diplomatie allemande en 1976. Entre 1978 et 1981, il est en poste à l'Ambassade de la République fédérale d'Allemagne à Alger après de courts séjours à Madrid et au Caire.
De 1981 à 1985, il exerce ses fonctions au sein de la Représentation permanente allemande auprès des Communautés européennes à Bruxelles.
De 1985 à 1987, il est conseiller au cabinet du ministre des Affaires étrangères Hans-Dietrich Genscher
À partir de 1987, il est conseiller auprès du Chancelier Helmut Kohl, d'abord pour la politique européenne jusqu'en 1993, puis pour l'ensemble de la politique européenne et étrangère, de sécurité extérieure et de la politique de développement jusqu'en 1998.
Il devient ensuite ambassadeur auprès de l'Organisation du traité de l'Atlantique nord (OTAN) à Bruxelles (1998–1999) et ensuite en Espagne ainsi qu'en Andorre (1999–2002).

### Activités professionnelles depuis 2003
En février 2003 il rejoint Veolia Environnement à Paris en tant que vice-président exécutif pour les Affaires internationales, et depuis juin 2009 il est également chairman de Veolia Environnement en Allemagne. 
Depuis 2013 il est consultant indépendant, mandats publics et privés d'administration et de conseil. 
Il a été membre du conseil de surveillance de EnBW AG, Karlsruhe (Allemagne) de 2003–2008, du conseil de présidence de DEKRA e.V., Stuttgart (Allemagne) de 2006 à 2014, par ailleurs du conseil d'administration de Veolia Propreté (2003–2012) et de Veolia Transport (2003–2011) comme de MEDEF International (2003–2012). Il a été vice-président du Comité France-Chine et membre du bureau de la Commission européenne du MEDEF.
Depuis janvier 2016 il préside le Cercle économique franco-allemand (Deutsch-Französischer Wirtschaftskreis e.V.) à Berlin, il siège au conseil d'orientation du Club économique franco-allemand (CEFA) à Paris.
Il siège dans les conseils des think tanks Notre Europe à Paris, de Les Amis de l'Europe à Bruxelles, d'IPEMED (Institut de prospective économique du monde méditerranéen) à Paris et de l'Institut du Bosphore à Paris. 
Il est membre de la Commission indépendante d'historiens auprès du ministère de l'Alimentation et de l'Agriculture à Berlin (depuis 2016).
Il est professeur à l'ESCP Europe, membre du International Advisory Board de l'ESCP Europe et membre du conseil d'administration de l'ENA en tant qu'ancien élève étranger.
Il est Rotarien (RC Paris Concorde), membre de nombreuses associations françaises et internationales (Siècle Paris, IISS Londres, DGaP Berlin, Euro50 Londres/Paris).
Il enseigne également à l'Institut Libre d'Etude des Relations Internationales (ILERI).

## Publications
Joachim Bitterlich est auteur de nombreux articles en particulier sur des sujets-clé de la politique européenne et internationale (Liste essentielle voire www.bitterlich.fr), voire également son livre France-Allemagne - mission impossible? Comment relancer la politique européenne, Albin Michel Paris 2005. Il est coauteur du commentaire juridique en langue allemande, Lenz-Borchardt, EU-Verträge, 6e édition 2012 et contribue régulièrement au livre annuel sur l'état de l'Union(européenne), édité par la Fondation Robert Schuman, Paris.

## Distinctions
- Commandeur de l'ordre des Palmes académiques (2000)
- Officier de la Légion d'honneur (1995)
- Commandeur de l'ordre de l'Empire britannique (Royaume-Uni)
- Commandeur de 1re classe de l'ordre de la Rose blanche de Finlande
- Commandeur de l'ordre du Mérite du Portugal